# サッカロピン
サッカロピン（Saccharopine）は、リシンの代謝中間体の一つ。少数の下等真菌、高等真菌およびユーグレナ藻に存在するα-アミノアジピン酸経路ではリシンの前駆体である。哺乳類と高等植物ではリシンの分解中間体の一つで、リシンとα-ケトグルタル酸の縮合反応で生成する。

## 反応
サッカロピンデヒドロゲナーゼによって合成される。
リシン+ α-ケトグルタル酸 {\displaystyle \rightleftharpoons } サッカロピン {\displaystyle \rightleftharpoons } グルタミン酸 + アリシン

## 病理学
いくつかの遺伝性によるリシン分解の異常は、サッカロピン尿症（Saccharopinuria）およびサッカロピン血症（saccharopinemia）の原因となる。

## 歴史
サッカロピンは1961年にDarlingとLarsenによって酵母菌から初めて単離された。